# Gnizounmè
Gnizounmè ist ein Arrondissement im Département Couffo im westafrikanischen Staat Benin. Es ist eine Verwaltungseinheit, die der Gerichtsbarkeit der Kommune Lalo untersteht.

## Demografie und Verwaltung
Gemäß der Volkszählung 2013 des beninischen Statistikamtes INSAE hatte das Arrondissement 11.703 Einwohner, davon waren 5560 männlich und 6143 weiblich.
Von den 67 Dörfern und Quartieren der Kommune Lalo entfallen fünf auf Gnizounmè:
1. Assogbahoué
2. Djibahoun
3. Gnizounmè
4. Hangbannou
5. Tandji